# انکفالین
انکفالین نوعی پپتید است که در تنظیم احساس درد فیزیکی در بدن نقش دارد. انکفالین‌ها لیگاندهای درون زا نامیده می‌شوند، زیرا مشتقات داخلی هستند و به گیرنده‌های افیونی بدن متصل می‌شوند. دو شکل انکفالین که در سال ۱۹۷۵ کشف شد، یکی لئو-انکفالین و دیگری مت-انکفالین بود. هر دو محصول ژن پروانکفالین هستند.
درد باعث ترشح انکفالین می‌شود. انکفالین ترشح شده به گیرنده‌های افیونی در نخاع و بخش‌های مشخصی از مغز متصل می‌شود و مانع از رسیدن پیام درد به این بخش‌ها می‌شود.